# Wenzel Profant

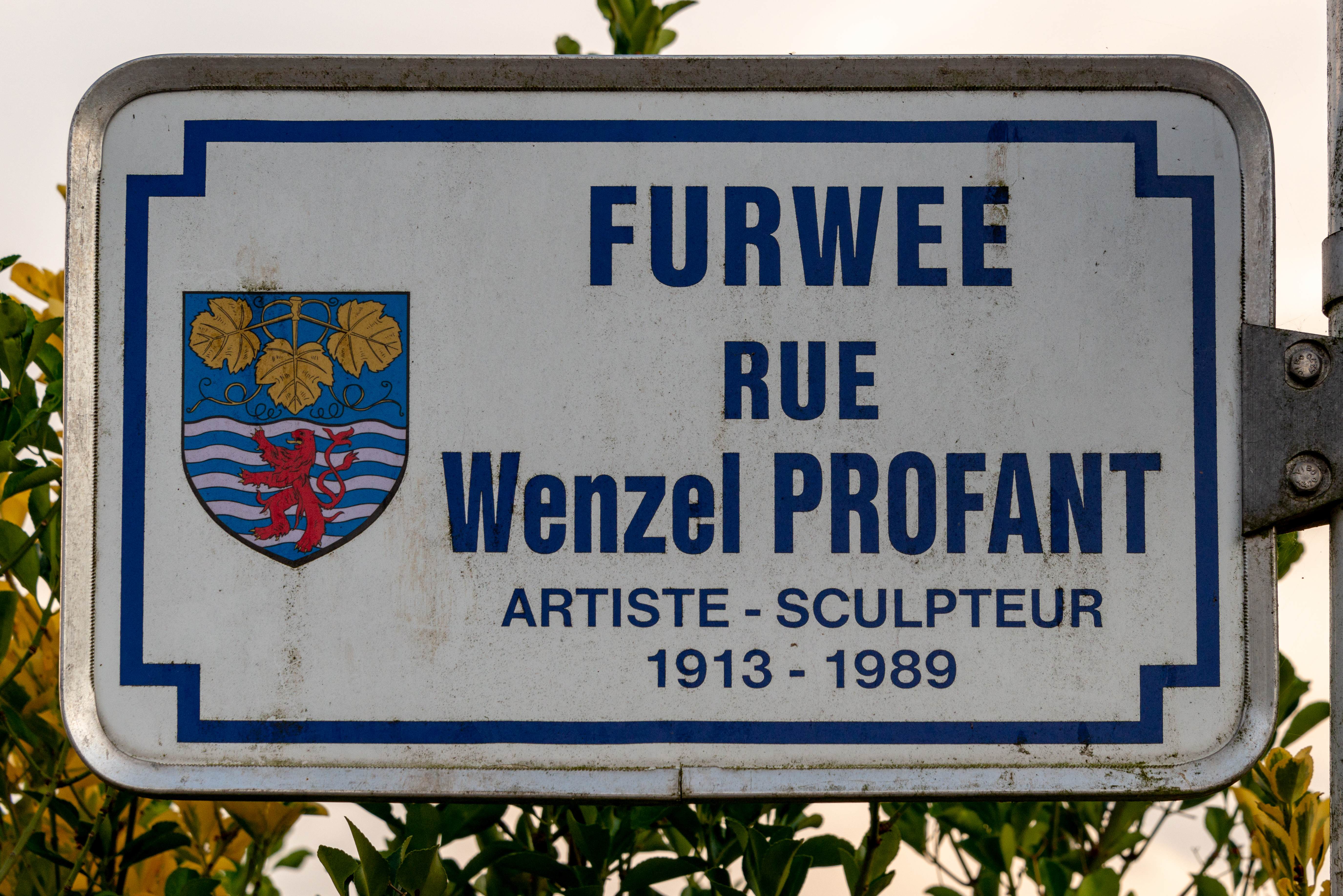
Straatnaam in Furwee (Bech-Kleinmacher)

Wenzel Profant (Dudelange, 21 juli 1913 – Luxemburg, 20 januari 1989) was een Luxemburgs beeldhouwer.

## Leven en werk
Wenzel Profant was een zoon van Wenzel Profant sr. en Louise Fohl. Hij studeerde aan de École des Arts et Métiers in Esch-sur-Alzette. Op zijn zeventiende had hij zijn eigen bedrijf als beeldhouwer. Dankzij een beurs van de regering werd hij in staat gesteld bij Bruno Innocenti te studeren aan het Istituto d'Arte in Florence. In de jaren 30 moest hij vanwege financiële problemen ook klussen aannemen als huisschilder, meubelmaker en stukadoor. In 1936 nam hij als beeldhouwer, met landgenoten Jean Jacoby, Maria Jacoby en Jang Thill, deel aan de kunstwedstrijden op de Olympische Zomerspelen in Berlijn. Tijdens de Tweede Wereldoorlog was hij actief in het verzet en richtte samen met Albert Wingert, Raymond Arensdorff en Jean Doffing de -naar henzelf genoemde- groep Alweraje op. Nadat de Gestapo hem op de hielen zat, vluchtte hij naar Frankrijk, waar hij zich aansloot bij het Vreemdelingenlegioen. Via Spanje en Noord-Afrika ging hij naar het Verenigd Koninkrijk. Hij behoorde tot de paratroopers bij de Britten, maar stapte later over naar het Amerikaanse leger. Hij keerde als luitenant terug naar Luxemburg. 
Profant nam al kort na de oorlog met zijn schilder- en beeldhouwkunst deel aan tentoonstellingen: bij Maison Jung in Esch (juli 1945) en het Paleis voor Schone Kunsten in Brussel (september 1945). Later exposeerde hij onder meer op de Salons du CAL, de jaarlijkse tentoonstellingen van de Cercle Artistique de Luxembourg (o.a. 1946, 1950), in zijn openluchtatelier in Schwebsange (vanaf 1975) en op het International congress on Arts and Communications in San Francisco (1979). Begin jaren 50 maakte hij de stap naar de abstractie. Samen met onder anderen Frantz Kinnen, Joseph Probst en Lucien Wercollier richtte hij in 1954 de kunstbeweging Iconomaques op, die de abstracte schilderkunst een boost gaf. Hij exposeerde met hen tijdens de Salons des lconomaques in het staatsmuseum in 1954 en 1959. 
Profant beeldhouwde monumentale sculpturen in graniet, hout, metaal en steen. Zijn werk word gekenmerkt door zachte, ronde vormen, geïnspireerd door de natuur, waarin licht en schaduw het overnemen, naar het voorbeeld van Lucien Wercollier. Tussen 1968 en 1972 maakte hij surrealistische, humoristische sculpturen. Naast zijn werk als beeldhouwer maakte hij ook illustraties, onder meer voor boeken van de Luxemburgse schrijver Edmond de la Fontaine. Profant ontving voor zijn werk de gouden medaille van de Groupement Européen des Ardennes et de l'Eifel (1956), de gouden medaille van de Mérite Artistique Européen (1980) en de zilveren palm van de Accademia Pontaniana in Napels (1980). In 1974 werd hij naast onder anderen Albert Hames, Jean-Pierre Junius en Aurelio Sabbatini benoemd tot ridder in de Orde van Verdienste van het Groothertogdom Luxemburg. In 1976 exposeerde hij met Yola Reding -als voormalige bewoners van de Cité Internationale des Arts- in het Centre Culturel Français.
In 1948 trouwde Profant met Marguerite Schmit, zij woonden met hun gezin in Schifflange, later in Neudorf en Schwebsange. Vanaf 1986 woonde Profant met zijn vrouw in Bech-Kleinmacher, waar een straatnaam naar hem werd vernoemd. De kunstenaar overleed op 75-jarige leeftijd. Op zijn graf in Bech-Kleinmacher staat een eigen werk met de titel La roue de la vie. In 2009 werd in het gemeentehuis van Schifflange een overzichtstentoonstelling gehouden.

## Enkele werken
- 1937 monument voor schilder en tekenar Jean Jacoby in Schifflange.[10]
- 1937 reliëfs aan het stadhuis van Esch-sur-Alzette, samen met Albert Kratzenberg en Aurelio Sabbatini.
- 1946 Terror over Europa, reliëf, deel van een ontwerp voor een groter monument Morts pour la Patrie.[11]
- 1950 Aux volontairs de la guerre 1939-1945 Mort au champ d'honneur, plaquette, onthuld door groothertog Jean van Luxemburg.[12]
- 1966 Consolatrix Afflictorum - N. D. de Luxembourg, herinneringsmedaille ter gelegenheid van de 300e verjaardag van de proclamatie van Onze-Lieve-Vrouw van Troost tot patroonheilige van de stad Luxemburg.
- 1979 Rivalité, hoek Tweehuizenweg/Andromedalaan in Sint-Lambrechts-Woluwe.
- 1980 Metamorphosis, bij het thermaal bad in Mondorf-les-Bains.
- 1981 Monument des évadés, in het stadspark in Diekirch.
- 1987 Épanouissement bij het Lycée Robert-Schuman in de stad Luxemburg.
- gevelreliëf aan het gemeentehuis van Schifflange.
- houten beeld van Sint-Jozef met Kind en reliëf van Sint-Maarten voor de Sint-Maartenskerk van Schifflange.
- Unioun in Wellenstein.

## Fotogalerij

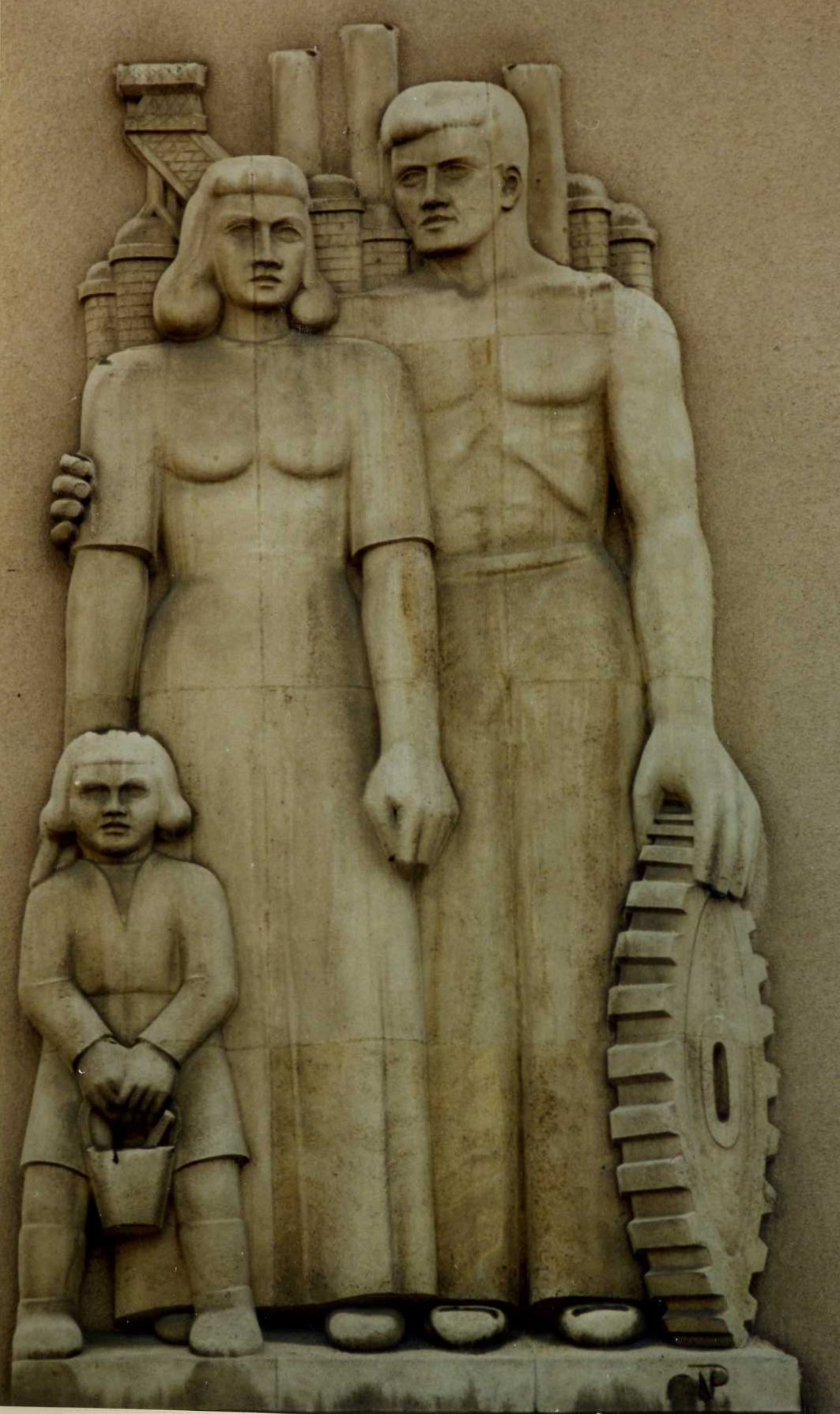
reliëf, Schifflange